# Vou Estraçaiá
Vou Estraçaiá é um documentário de curta-metragem brasileiro de 2011 dirigido por Tiago Leitão que conta a história de Luciano Todo Duro, um dos mais folclóricos pugilistas brasileiros.
O nome do filme é uma homenagem ao mais famoso jargão do pugilista.

## Sinopse
| “ | O documentário "Vou Estraçaiá" é uma produção independente da Opara Filmes que aborda a vida e a trajetória nos ringues do ídolo do boxe nacional na década de 90, o pernambucano Luciano Torres, o "Todo Duro", conhecido pelas provocações que fazia aos adversários, pela eterna rivalidade com o baiano Reginaldo Holyfield e por seu estilo de luta brigador. Todo Duro tem em seu currículo títulos nacionais e internacionais, sendo um deles, o de campeão mundial do WBF. | ” |

## Ficha Técnica
- Direção e produção - Tiago Leitão
- Roteiro - Tiago Leitão, Fernando Queiroz
- Coordenação de produção - Pedro Leitão, Macarra Vianna
- Direção de fotografia - Roberto Iuri, Matheus Vianna, Mauritânio Junior
- Montagem - Fernando Queiroz
- Edição de som e mixagem - Audiola
- Som direto - Xisto Ramos

## Prêmios e Indicações
| Ano  | Prêmio                               | Indicação                                             | Resultado     | Obs. | Ref.        |
| ---- | ------------------------------------ | ----------------------------------------------------- | ------------- | --- | ----------- |
| 2011 | 15º Cine-PE: Festival do Audiovisual | Melhor Filme de Curta Metragem Digital (Júri Popular) | Venceu        | | [ 2 ]       |
| 2011 | 15º Cine-PE: Festival do Audiovisual | Menção Honrosa                                        | Venceu        | Empatado com Ovos de Dinossauro na Sala de Estar Menção Honrosa: Pela habilidade com que apresenta ao público o personagem central. | [ 2 ]       |
| 2011 | 4º Festival de Cinema de Triunfo     | Melhor Curta Digital PE (Júri Popular)                | Venceu        | | [ 3 ] [ 4 ] |
| 2011 | 4º Festival de Cinema de Triunfo     | Melhor Curta Digital PE (Júri Oficial)                | Venceu        | | [ 3 ] [ 4 ] |
| 2011 | 4º Festival de Cinema de Triunfo     | Melhor Filme - Prêmio ABD/APEC                        | Venceu        | | [ 3 ] [ 4 ] |
| 2011 | 4º Festival de Cinema de Triunfo     | Prêmio Estúdios Mega                                  | Venceu        | | [ 3 ] [ 4 ] |
| 2011 | Festival de Video de Pernambuco      | melhor curta metragem documental                      | Segundo Lugar | | [ 3 ] [ 4 ] |